# Aeroporto di Kogalym
L'aeroporto Internazionale di Kogalym (in russo: Международный аэропорт Когалым) è un aeroporto civile situato a 9 km dalla città di Kogalym nella Chantia-Mansia, in Russia. L'aeroporto di Kogalym serve la città di Kogalym ed è la base della compagnia aerea russa Kolavia.

## Storia
- 1992 – la fondazione dell'aeroporto di Kogalym dalla base aerea della compagnia aerea russa Tjumen'AviaTrans.
- 27 dicembre 1995 – Decreto del Governo della Russia sulla creazione di un aeroporto internazionale a Kogalym.
- 22 aprile 1996 – la creazione dell'Aeroporto Internazionale di Kogalym S.r.l.
- 1998 – l'entrata dell'aeroporto di Kogalym nei membri dell'ACI EUROPE.

## Terminal

### Terminal Passeggeri
Terminal Passeggeri dell'Aeroporto di Kogalym dispone della capacità di 300 passeggeri/ora sui voli nazionali e di 100 passeggeri/ora sui voli internazionale. L'Aeroporto offre e ospita servizi di dogana, polizia di frontiera, guardia di finanza, i servizi sanitari, un bar, un albergo, una banca e un ufficio postale. Vicino all'Aeroporto si trovano un ampio parcheggio per le macchine.

### Terminal Cargo
Terminal Cargo offre più di 1 800 m² di superficie per la merce dei quali 1,440 sul aperto.
Per i voli cargo di transito è offerta la tariffa agevolata sui carburanti della Fabbrica dei Carburanti di Kogalym della compagnia petroliefera russa LUKoil, 703 RUR/tonnellata di cherosene.

## Dati tecnici
L'aeroporto di Kogalym è dotato attualmente di una pista attiva cementata di 2,507 x 42 m che permette il decollo/atterraggio degli aerei Airbus A320, Antonov An-12, Antonov An-22, Antonov An-24, Antonov An-26, Antonov An-30, Antonov An-74, Antonov An-124, Boeing 737, Boeing 757, Yakovlev Yak-40, Yakovlev Yak-42, Tupolev Tu-134, Tupolev Tu-154, Tupolev Tu-204, Ilyushin Il-76 e di tutti i tipi di elicotteri.
L'aeroporto è attrezzato con il sistema PAPI e il sistema ILS che permettano di effettuare gli atterraggi secondo il minimo di prima categoria dell'ICAO.